# El joc de l'amor (pel·lícula de 2007)
El joc de l'amor (en anglès, Feast of Love) és una pel·lícula de 2007, del gènere drama dirigida per Robert Benton. Els protagonistes són Morgan Freeman, Greg Kinnear, Selma Blair i Radha Mitchell. La pel·lícula, basada en la novel·la The Feast of Love de Charles Baxter de 2000, va ser estrenada el 28 de setembre de 2007, als Estats Units.

## Argument
En una cafeteria d'una comunitat estretament unida d'Oregon, el professor local i escriptor Harry Stevenson (Morgan Freeman) percep com l'amor causa problemes entre els residents del poble. Entre joves, entre vells, entre parents, entre amants, entre els humans i fins i tot entre els animals, Harry contempla esglaiat com l'amor mistifica, devasta, inspira, demana sense raó i modela la vida de tots els que li envolten, inclòs ell mateix.

## Repartiment
- Morgan Freeman com a Harry Stevenson.
- Greg Kinnear com a Bradley Smith.
- Radha Mitchell com a Diana Croce.
- Billy Burke com a David Watson.
- Selma Blair com a Kathryn Smith.
- Alexa Davalos com a Chloe Barlow.
- Toby Hemingway com a Oscar.
- Stana Katic com a Jenny.
- Erika Marozsán com a Margaret Vekashi.
- Jane Alexander com a Esther Stevenson.
- Fred Ward com a Bat.
- Margo Martindale com a Mrs. Maggarolian.
- Missi Pyle com a Agatha Smith.
- Shannon Lucio com a Janey.

## Crítica
La pel·lícula va rebre crítiques mixtes. A Rotten Tomatoes va aparèixer que el 41 % dels crítics van fer comentaris positius, sobre la base de 104 comentaris.A Metacritic es va dir que la pel·lícula tenia una puntuació mitjana de 51 sobre 100, basada en 28 comentaris.